# مقاطعة هانكوك (ميسيسيبي)
مقاطعة هانكوك هي مقاطعة في مسيسيبي، بلغ عدد سكانها 43٬929  نسمة، في 2010، عاصمتها باي سانت لويس، تبلغ مساحتها 1٬431 كيلومتر مربع.

## الموقع
تشترك في الحدود مع:
- مقاطعة بيرل (ميسيسيبي)
- مقاطعة هاريسون (ميسيسيبي)
- مقاطعة سانت تاماني.

## التقسيمات الإدارية
- باي سانت لويس.